# Leerstoel Interlinguïstiek en Esperanto
De leerstoel Interlinguïstiek en Esperanto werd opgericht in 1997 en is een bijzondere leerstoel behorend bij de leerstoelgroep theoretische taalwetenschap van de Universiteit van Amsterdam. De houder van de leerstoel verricht onderzoek en doceert op het gebied van de interlinguïstiek, met bijzondere aandacht voor de theorie en de praktijk van plantalen, waarin het Esperanto een centrale rol speelt. De eerste hoogleraar van de leerstoel was Marc van Oostendorp; na 2002 werd hij opgevolgd door Wim Jansen, die in 2014 op zijn beurt werd nagevolgd door Federico Gobbo.
De Universala Esperanto-Asocio (UEA) betaalt sinds 2013 het leeuwendeel van de kosten; hiervoor was het Internationaal Esperanto-Instituut (IEI) financieel verantwoordelijk.